# 稲村なおこ
稲村 なおこ（いなむら なおこ、1965年5月22日 - ）は、日本の童謡歌手。東京都日野市出身。血液型はAB型。

## 来歴・人物
国立音楽大学卒業後、NHK教育「ワンツー・どん」の歌のお姉さんとして4年間レギュラー出演。
NHK「みんなの童謡」「やさしい日本語」・ テレビ朝日「題名のない音楽会」ラジオほか多数出演、子守唄、童謡、唱歌、叙情歌、昭和歌謡、絵本の読み聞かせなどを中心に、3世代が楽しめるコンサート活動を意欲的に活動中。1998年、日本童謡賞特別賞受賞。
“春風”のような温かく自由な歌声と人柄は、人と人を結びつける包容力に溢れ、「日本のこころを紡ぐ歌い手」として、高い評価を受けている。
自身のブログから生まれた「ホワイト☆ワールド」は 尾瀬岩鞍スキー場のテーマソングに自身がリーダーを務めるユニットIrish（稲村/作曲KAZU）では作詞を担う。「ゆりの白さに寄せて」は2007年尾瀬岩鞍ゆり園のテーマソングにオリジナルCDを制作、またライブ活動に意欲的に取り組んだことが評価され、2008年夏より「尾瀬の郷　親善大使」に任命される。
2008年9月「Naochi Village」（なおちビレッジ）開講、やわらかな心で歌いましょう!をモットーに、歌の好きな仲間作りを展開。上記以外には、カワイ音楽教室教材の歌を担っている。

## 出演作品

### テレビ
- ワンツー・どん（うたのおねえさん、1988年4月 - 1992年3月）
- やさしい日本語（アシスタント、1996年4月 - 1999年3月）
- みんなの童謡
- 題名のない音楽会

他、多数

### CM
- 救心製薬

### 歌唱CD
- カワイ音楽教室教材
  - グループレッスン
    - うたおうペロくん、あそぼうペロくん　
    - すくすくランド教材　すくすくランド
    - クーちゃんランド教材
      - クーちゃんとあそぼ
      - クーちゃんこれなあに?
      - クーちゃんだれだ?

    - くるくるクラブ教材
      - くるくるとおともだち
      - くるくるといっしょ

    - 3歳コース教材　あつまれひろばに
    - チャイルドコーナー教材　ピコルのぼうけんA
    - ピコルわーるど教材　ピコルわーるど

  - 個人レッスン
    - ピアノコース教材 サウンドツリー1 - 3、J